# جي بي أدريا موبيل 2021
جي بي أدريا موبيل 2021 هو سباق دراجات هوائية، وهو الموسم رقم 6 من جي بي أدريا موبيل، وأقيم في 28 مارس 2021، وامتدّ لمسافة 181.5 كيلومتر ضمن سباقات طواف أوروبا للدراجات 2021، وشارك فيه 171 متسابقاً ووصل إلى نهايته 119 متسابقاً.
فاز بالمركز الأول ماريجن فان دن بيرغ، وبالمركز الثاني Filippo Fiorelli ‏، وبالمركز الثالث Adam Ťoupalík ‏.

## التصنيف العام النهائي
| التصنيف العام         | التصنيف العام      | التصنيف العام | التصنيف العام                   | التصنيف العام |
| العداء                | العداء             | البلد         | الفريق                          | الوقت         |
| --------------------- | ------------------ | ------------- | ------------------------------- | ------------- |
| 1                     | ماريجن فان دن بيرغ | هولندا        | Groupama–FDJ Continental Team ‏  | 4 س 23 د 04 ث |
| 2                     | Filippo Fiorelli ‏  | إيطاليا       | بردياني سي إس إف فايزاني        | + 0 ث         |
| 3                     | Adam Ťoupalík ‏     | التشيك        | إلكوف كاسبر ‏                    | + 0 ث         |
| 4                     | Laurence Pithie ‏   | نيوزيلندا     | Groupama–FDJ Continental Team ‏  | + 0 ث         |
| 5                     | ديفيد بير          | سلوفينيا      | أدريا موبيل ‏                    | + 0 ث         |
| 6                     | ياكوب كازماريك     | بولندا        | Mazowsze Serce Polski ‏          | + 0 ث         |
| 7                     | Owen Geleijn ‏      | هولندا        | Visma–Lease a Bike Development ‏ | + 0 ث         |
| 8                     | Federico Guzzo ‏    | إيطاليا       | Zalf Euromobil Fior ‏            | + 0 ث         |
| 9                     | Stefano Gandin ‏    | إيطاليا       | Zalf Euromobil Fior ‏            | + 0 ث         |
| 10                    | Andi Bajc ‏         | سلوفينيا      | Team Felt–Felbermayr ‏           | + 0 ث         |
| مصدر: ProCyclingStats |                    |               |                                 |               |

## وصلات خارجية
- الموقع الرسمي
- لمحة عن سباق جي بي أدريا موبيل 2021 على موقع  ProCyclingStats   (برو  سايكلنج  ستاتس) - إحصاءات  محترفي  الدراجات.
- جي بي أدريا موبيل 2021 على موقع إحصائيات الدراجات الإحترافية (الإنجليزية)